# Карнацевич, Станислав Иосифович
Станисла́в Ио́сифович Карнаце́вич (3 [16] апреля 1891, Тюмень — 5 ноября 1977, там же) — советский врач-педиатр, почётный гражданин города Тюмени. Майор медицинских войск.

## Биография
Родился в семье Иосифа (Юзефа) Васильевича, ссыльного участника Польского восстания 1863 года и Ядвиги Осиповны Рыбинской (1867—1939).
В 1908 году с отличием окончил тюменское Александровское реальное училище, вскоре поступил в Санкт-Петербургский институт инженеров путей сообщения, но проучившись два года, он поступил в Казанский университет, который окончил в 1918 году. Участвовал в лечении Григории Распутина.
В 1915 году студентом был призван на фронт, служил в госпитале. С 1922 года и вплоть до самой смерти работал врачом-педиатром, став первый в истории тюмени детским доктором. С 1923 года неоднократно избирался тюменского депутатом горсовета. В 1936 году впервые в Тюмени ввел жидкую вакцину новорожденным.
С августа 1941 по октябрь 1945-го — начальник госпиталя № 2265. В 1944 году вступил в КПСС. В 1945 году назначен главным консультантом всех детских медучреждений горздрава Тюмени
В 1966 году в честь 75-летия со дня рождения и 50-летия трудовой деятельности Станиславу Карнацевичу было присвоено звание Почетный гражданин Тюмени.
Умер 5 ноября 1977 года.

## Награды
- Орден Ленина
- Орден Красной Звезды
- Медаль «За победу над Германией в Великой Отечественной войне 1941—1945 гг.»
- медаль «За взятие Кёнигсберга»
- медаль «За оборону Москвы»
- Заслуженный врач РСФСР
- Почётный гражданин Тюмени

## Память
Именем Станислава Карнацевича названа улица в Восточном округе Тюмени. В 1991 году на доме по адресу ул. Республики 58, где он проживал в 1959—1977 гг., установлена мемориальная доска.